# Ernst Bagelaar
Ernst Willem Jan (Ernst) Bagelaar (Eindhoven, 16 september 1775 - Son, 8 februari 1837) was een Nederlands militair met de rang van majoor en beeldend kunstenaar. Hij was tekenaar, graficus en etser, en schilderde aan het eind van zijn leven ook landschappen en portretten.

## Biografie
Bagelaar was de zoon van Jan Otto Bagelaar en Maria Dorothea Arpeau. Zijn jongere broer, generaal-majoor Daniël Otto Bagelaar, wordt onder meer herinnerd als toezichthouder op de opvoeding van de kinderen van de prins Willem II (jaren 1830).
In 1789 trad hij toe tot de krijgsdienst. Hij werd verschillende malen gepromoveerd tot hij in 1814 werd benoemd tot chef de bataillon. In deze jaren had hij meegedaan aan verschillende veldtochten in de Nederlanden en in Duitse gebieden. Tot schande van het Ministerie van Oorlog pensioneerde hij een jaar later op veertigjarige leeftijd met de rang van majoor. Als reden noemde hij dat hij plaats wilde maken voor jongeren.
Bagelaar was een kunstminner en kon zich vanaf dat moment toeleggen op het maken van tekeningen. Zijn passie voor kunst werd in 1798 opgewekt toen hij in Alkmaar enkele tekeningen van oude meesters gezien had. In zijn spaarzame vrije uren maakte hij sindsdien zijn eerste tekeningen en sinds 1802 ook zijn eerste etsen. In dat jaar was hij namelijk in het bezit gekomen van het werkje Manier om op rood koper te snijden of te etsen van Abraham Bosse. Hierin werd hij onder meer geïnspireerd door de Duitse landschappen die hij onderweg had gezien.
Hij ontwikkelde een eigen stijl en maakte meer dan driehonderd etsen. Een groot deel van zijn werk is niet meer compleet omdat hij het vak beoefende als liefhebberij en zijn werk veelal aan vrienden cadeau gaf. In 1816 werd hij bekroond met een zilveren penning van de Nederlandsche Huishoudelijke Maatschappij voor zijn prenten en de nieuwe wijze waarop hij deze vervaardigde. Hij maakte op die manier ook werken van Jan Luyken na; hiervan had hij er veel in zijn bezit. Ook kopieerde hij van andere kunstenaars, zoals van Aelbert Cuyp en Rembrandt. Als materiaal gebruikte hij roet, spijkerinkt en Oost-Indische inkt. In latere jaren gebruikte hij er ook olieverf naast. Ook begon hij later met het schilderen van landschappen en miniaturen. Er zijn van hem ook aquarellen bekend.
Hij was een leermeester van Gerardus Emaus de Micault en Henricus Turken. In 1820 werd hij opgenomen als lid van de Koninklijke Maatschappij van Beeldende Kunsten in Gent. Zijn laatste jaren bracht hij door op een klein landgoed bij Son. Bagelaar overleed daar in 1836 op 61-jarige leeftijd. Op 23 maart 1868 werd zijn nalatenschap aan tekeningen, prenten en schilderijen verkocht in Den Haag. De Kunsthalle Bremen had in de 19e eeuw al 283 bladen van hem in haar bezit.

## Galerij
| Felicitas met haar zeven zonen onthoofd, 1805, nagetekend van Jan Luyken |  | Aanbidding door de herders, 1837 |
| Felicitas met haar zeven zonen onthoofd, 1805, nagetekend van Jan Luyken |  | Aanbidding door de herders, 1837 |